# Леонтополис
Леонтополь — древнеегипетский город в дельте Нила Нижнего Египта. Был провинциальной столицей в древнее время, а позже служил митрополией католической церкви. Сегодня археологическая местность и поселения известны под современным арабским названием Кафр аль-Мукдам.

## Топоним
Египетское название Тарему («Земля рыбы») со временем из-за культурного и языкового многообразия было вытеснено греческим «Леонтополис» Λεόντων πόλις (буквально «город львов») или Леонто́ Λεοντώ («лев»). После включения Птолемеевского Египта в состав Римской империи за городом сохранилось греческое название, отображенное в римских источниках как Леонтос, хотя египетское оставалось употребительным среди местного коптского населения. Сегодня местность именуется по-арабски Телль-эль-Мукдам («Город кургана»).

## История

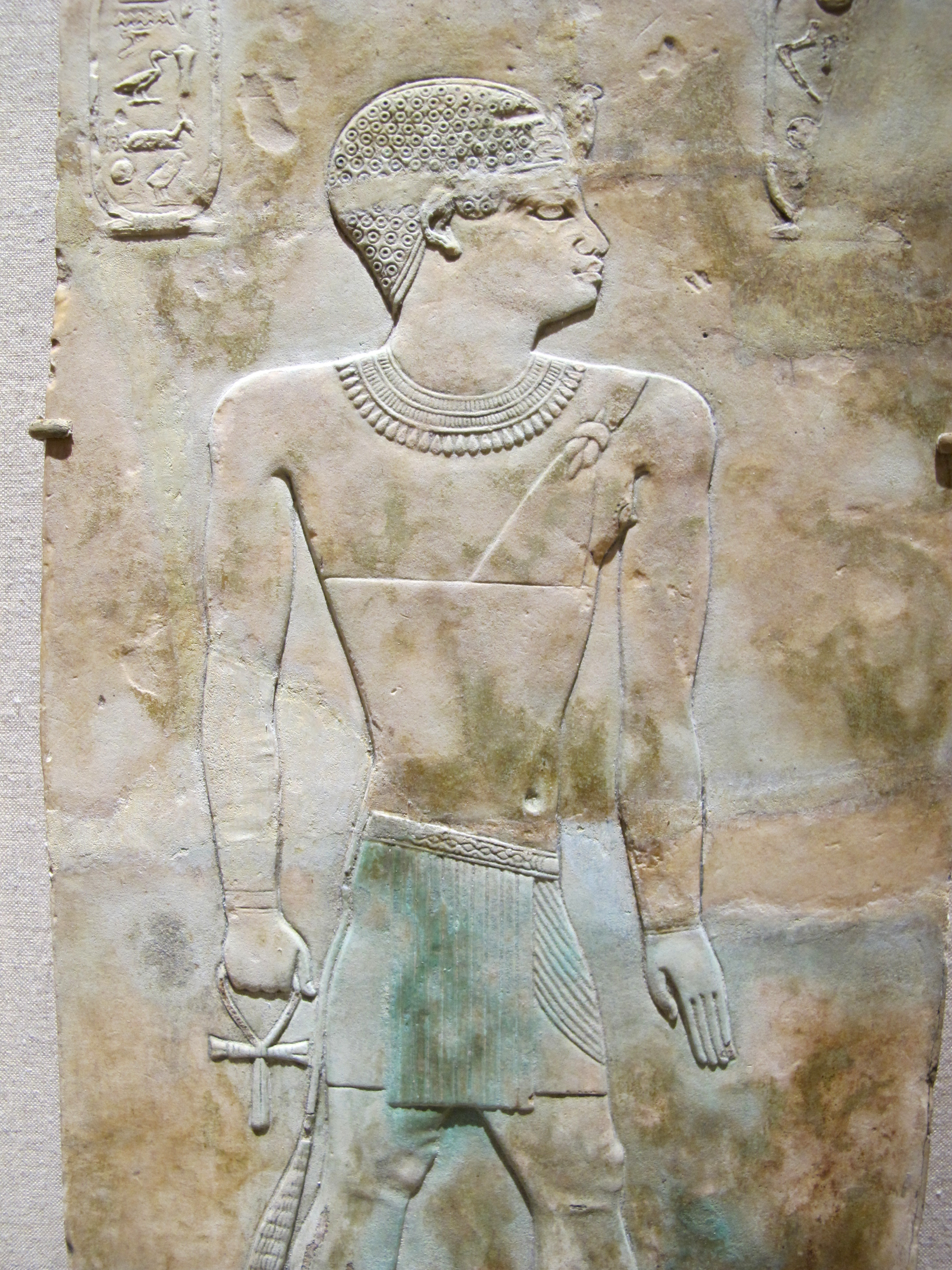
Иупут II правил Леотополем в 754— 720/715 годах до н. э.

Город расположен в центральной части Дельты Нила и был столицей 11 нома Нижнем Египта (Леотопольский ном), а также главным городом фараонов XXIII династии. На обнаруженной в Джебель-Баркале стеле Пианхи сообщает о своей победе над Иупутом II, правившим Леотополем. Страбон ставит этот ном и его столицу первыми в списке, что указывает на недавнее происхождение местности.
«Город львов» упоминается на стенах храмов древнеегипетских божеств Баст, Сехмет, Маахеса. Британский египтолог Джон Гарднер Уилкинсон сообщает в своей книге "Manners and Customs of the Ancient Egyptians" (1837) о религиозном почитании львов в древнем городе. Священных животных держали при храмах в просторных и комфортных помещениях, где им "пелись песни во время отдыха".
В середине II века до нашей эры был построен Храм Ониаса.

## Епархия
Во времена Римской Империи город служил также некоторое время митрополией под названием Леонтополь Аугустамника.

### Титулярные епископы
Номинально епархия была восстановлена в XVIII веке, как титулярное епископство, ошибочно названное Леонтополь в Вифинии. Епископы:
- Элиас Даниэль фон Зоммерфельд (26 января 1714 — 26 июля 1742);
- Иоаким де-Носса-Сеньора-де-Назарет Оливейра-и-Абру, францисканец (4 сентября 1815 — 23 августа 1819);
- Александр Добржанский (17 декабря 1819—1831);
- Людвиг Форверк (11 июля 1854 — 8 января 1875).

Приблизительно в 1880 году город был причислен к титулярной митрополии и в 1925 году переименован в Леонтополь, а в 1933 году — Леонтополь Аугустамника. Митрополиты:
- Жан-Пьер-Франсуа Лафорс-Ланжевен (6 февраля 1891 — 26 января 1892);
- Доминик-Клеман-Мари Соул (21 марта 1893 — 21 апреля 1919);
- Андреа Кассуло (24 января 1921 — 9 января 1952);
- Теренс Бернард Макгвайр (16 ноября 1953 — 4 июля 1957);
- Анджело Фикарра (2 августа 1957 — 1 июня 1959);
- Корнелий Бронсвельд, Белые отцы (21 декабря 1959 — 30 ноября 1970).

## Местность
Руины Леонтополя издавна привлекают внимание искателей древностей. По мнению Жан-Батиста де Анвиля, здесь возвышался курган Тель-Эссабе («львиная гора»). Напротив, Эдм-Франсуа Жомар утверждал, что древним Леонтополем были курганы возле поселения Эль-Менгалех в Дельте Нила. Это предположение соответствует словам Ксенофонта Эфесского. Уильям Смит располагает город на 30° 6′ северной широты. 